# Mécénat
Pour la personnalité romaine, voir Mécène.

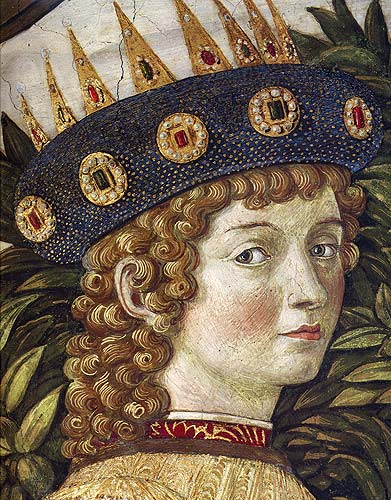
Laurent de Médicis, dit Laurent le Magnifique, l'un des premiers mécènes. Détail d'une fresque de Benozzo Gozzoli.

Le mécénat désigne le fait d'aider et peut être par la suite de promouvoir des arts et des lettres par des commandes ou des aides financières privées, que le mécène soit une personne physique ou une personne morale, comme une entreprise. Dans une acception plus large, il peut s'appliquer également à tout domaine d'intérêt général : recherche, éducation, environnement, sport, solidarité, innovation, etc.,.
Au cœur du mécénat se développe de plus en plus le mécénat d’entreprise qui se définit comme un soutien financier, humain ou matériel apporté sans contrepartie directe par une entreprise, mais aussi grâce à la générosité de certains milliardaires. En fiscalité et en comptabilité, il est considéré comme un don. Concrètement, le mécénat bénéficie d'un régime fiscal avantageux dans la mesure où il existe une disproportion marquée entre le versement et les contreparties reçues. Le mécénat n'est cependant pas à confondre avec le parrainage car il ne demande pas — à l'inverse du parrainage — une contrepartie.

## Histoire

### Des origines au Moyen Âge
Le mot « mécénat » se réfère au personnage de Caius Cilnius Mæcenas, protecteur des arts et des lettres dans la Rome antique. Il s'est progressivement élargi pour désigner dans le langage courant une personne physique ou morale qui soutient par son influence ou par des moyens financiers un projet culturel ou un artiste. Au cours de l'histoire le mécénat a connu une importance variable et fut marqué par des personnalités : on parle ainsi du mécénat des princesses médiévales comme Mahaut d'Artois ou Isabeau de Bavière dont les commandes faisaient vivre plusieurs artistes.

### Renaissance desXIVe–XVIesiècles

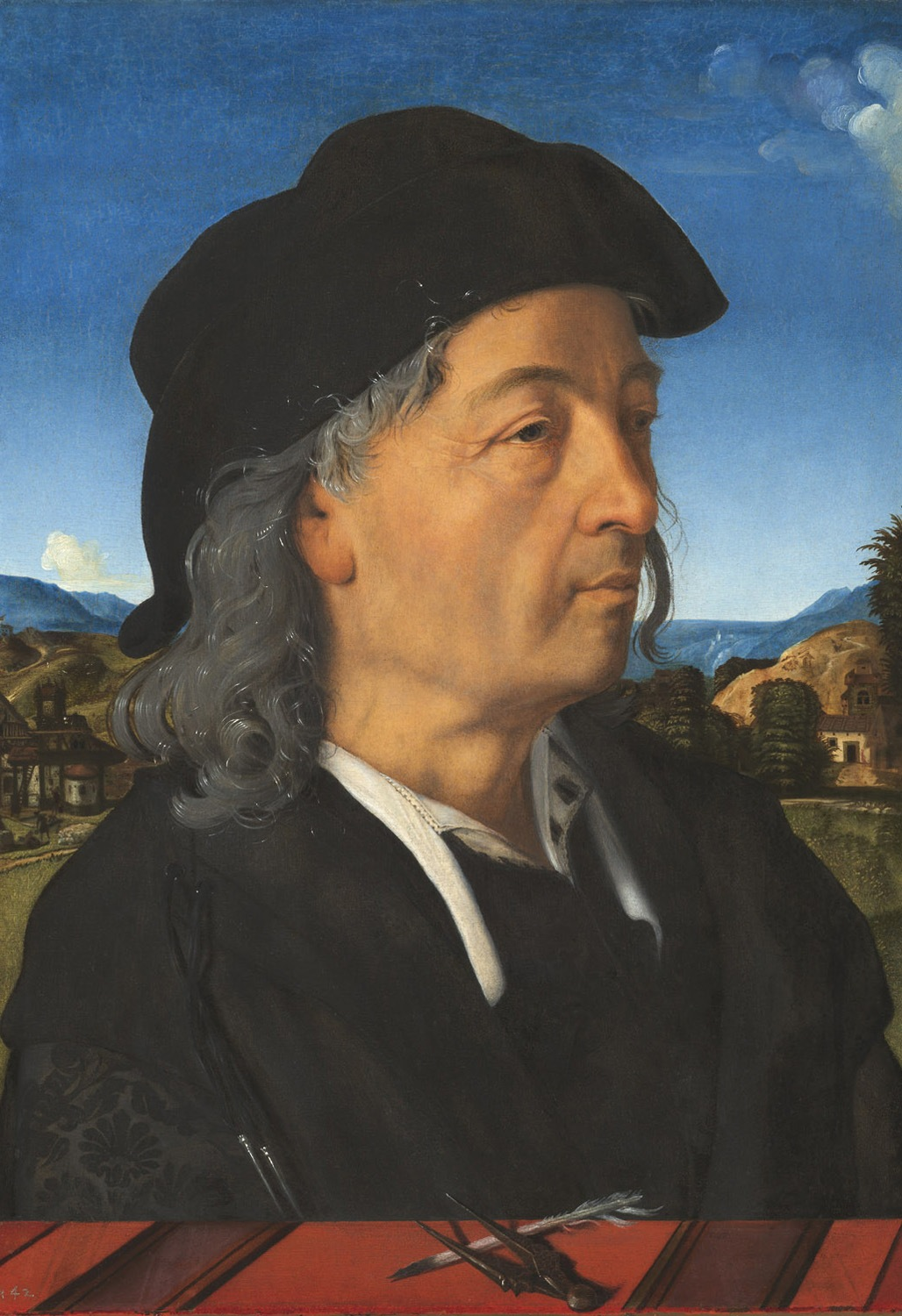
Portrait de Giuliano da Sangallo par Piero di Cosimo, entre 1500 et 1520.

L'âge d'or du mécénat correspond à la Renaissance italienne. Les Arti à Florence, qui protègent leurs corporations marchandes, financent également les beaux-arts et leurs artistes en commanditant des œuvres pour les édifices religieux (particulièrement l'Arte di Calimala). Les Médicis, notamment Laurent le Magnifique, sont connus pour répandre leurs bienfaits envers les artistes dont ils permettront ainsi la renommée ; amateur éclairé, Laurent de Médicis prit sous sa protection de nombreux artistes comme Michel-Ange, Andrea del Verrocchio, les architectes Giuliano da Maiano et Giuliano da Sangallo ou des humanistes ou savants comme Pic de la Mirandole. À Ferrare, Hercule Ier d'Este eut un rôle comparable. Le banquier siennois Agostino Chigi soutint financièrement des artistes et des écrivains tels que Le Pérugin, Giovanni da Udine, Giulio Romano, Baldassarre Peruzzi, Sebastiano del Piombo, Le Sodoma, Raphaël et L'Arétin.
À la même époque, le cardinal et ministre Georges d'Amboise, grand mécène, fut l'un des principaux introducteurs de la Renaissance en France. Le roi François Ier ainsi que le connétable de France, Anne de Montmorency, furent aussi de grands mécènes. Le roi se servit du mécénat afin de montrer sa puissance. On peut citer l'exemple du château de Fontainebleau qui accueillit de nombreux artistes italiens et français, et Léonard de Vinci que François Ier ramena d'Italie en 1516 et installa à Amboise, au Clos Lucé.
L'empereur Rodolphe II fut également un grand mécène, confirmant en 1595 les privilèges de la corporation des peintres et acquérant de nombreux tableaux du Titien, d'Albrecht Dürer ou des Brueghel qu'il installe au Château de Prague. L'Italien Giuseppe Arcimboldo le peignit en vertumne et reçut le titre de comte palatin.
D'autres mécènes notables de la Renaissance furent en France les Guise et les Montmorency, qui apportèrent un soutien actif à l'art et à l'architecture de style nouveau. En Scandinavie Henrik Rantzau, gouverneur du Holstein, fit construire ou reconstruire pas moins de vingt-cinq demeures et rassembla plus de six mille livres. Dans la Renaissance tchèque, Peter Vok de Rozmberk joua un rôle important, ainsi que son frère Vilem. En Espagne, il y eut Don Diego Hurtado de Mendoza. En Pologne, il y eut le chancelier Jan Zamoyski. En Angleterre, Robert Dudley fut un important mécène des lettres. Il y eut surtout Alexandre Farnèse, qui fit construire le Palais Farnèse à Rome, le cardinal Granvelle, important ministre de Philippe II, et William Cecil en Angleterre.

### DuXVIIeauXIXesiècle

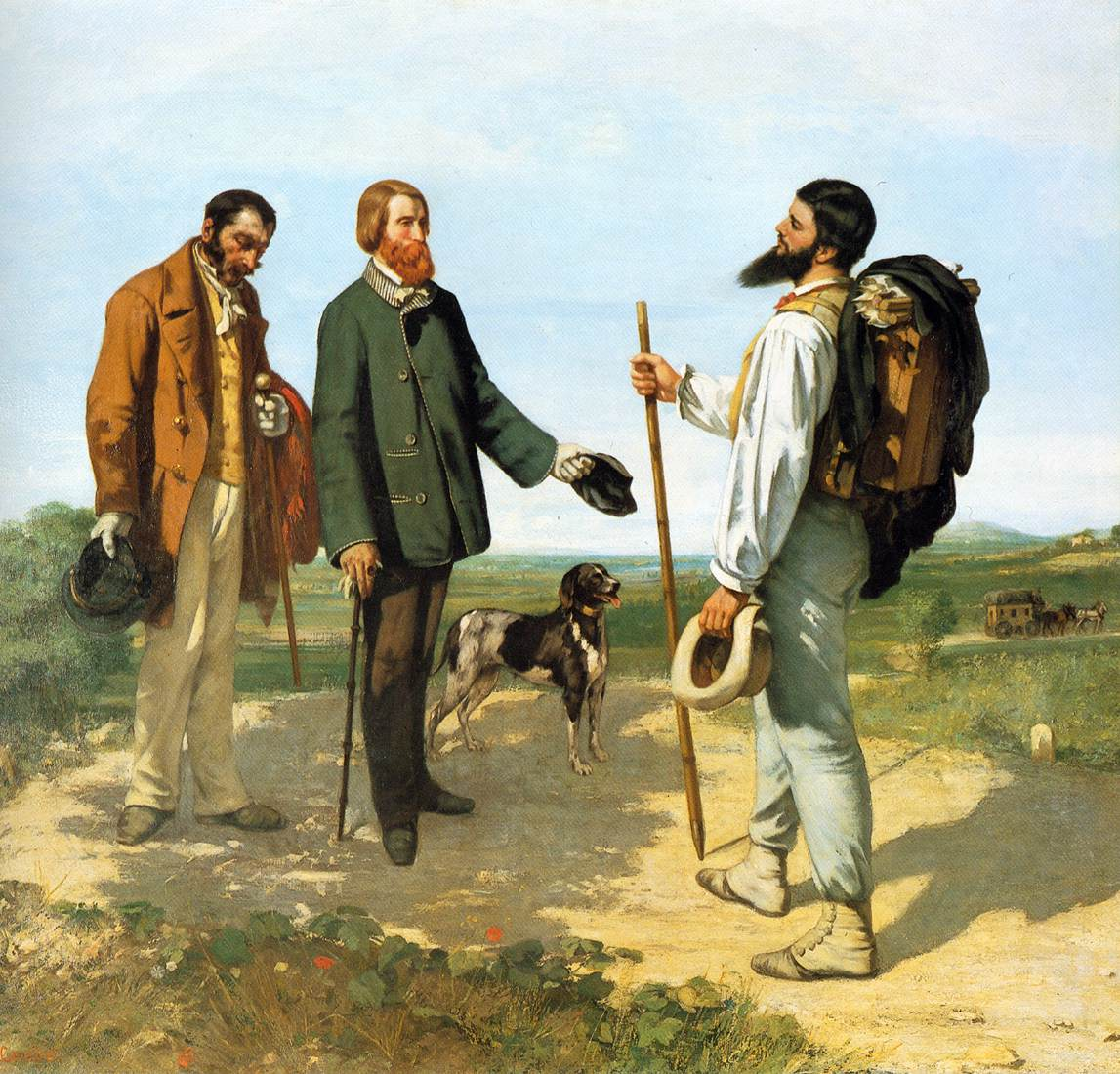
Gustave Courbet - La Rencontre (Gustave Courbet représenté à droite rencontrant Alfred Bruyas et son valet)

L'Italie du XVIIIe siècle connut plusieurs importants mécènes, tels que Ferdinand III de Médicis ou les cardinaux Pietro Ottoboni et Benedetto Pamphilj ou Niccolò Gaetani d'Aragona et sa femme Aurora Sanseverino.
En France, la reine Catherine de Médicis, héritière des goûts des Médicis, est considérée comme l'une des plus grands mécènes du XVIe siècle français. Elle aimait s'entourer d'artistes, de poètes, d'hommes de lettres, de musiciens et d'architectes qu'elle faisait venir à la cour et pensionnait à son propre service, ce qu'aucune reine de France n'avait fait avant elle. Au siècle suivant, le Cardinal de Mazarin fit construire le Collège des Quatre-Nations et présenta Charles Le Brun au roi Louis XIV. Madame de Pompadour et Joseph Paris Duverney financèrent la construction de l'École militaire (1751-1756).
La Russie connut plusieurs mécènes aux XVIIIe et XIXe siècles et début du XXe siècle, dont Ivan Chouvalov, Pavel Tretiakov, Savva Mamontov, Savva Morozov, Ivan Morozov, Margarita Morozova, etc.
Mais au XIXe siècle, le peintre Gustave Courbet, ami de Proudhon, bouleversa la donne en faisant émerger la figure de l'artiste libre, et revendiqua à titre personnel son autonomie, dans ses choix artistiques, par rapport aux mécènes, qu'ils soient issus du pouvoir économique ou du pouvoir politique. Un de ses tableaux, La Rencontre, symbolisait ses convictions, représentant le peintre rencontrant un de ses acheteurs et de ses soutiens les plus fidèles, Alfred Bruyas, sans aucune trace de cette déférence convenue habituellement entre un artiste et ses mécènes,.

### XXeetXXIesiècles
Le XXe siècle a marqué une période de renouveau aux États-Unis et en Europe. Parmi les grands noms de l'époque on peut citer Charles et Marie-Laure de Noailles, la famille Rothschild, Alexis de Redé, Peggy Guggenheim, le marquis de Cuevas, Marcellin et Madeleine Castaing, Francine Weisweiller, Pierre Cardin, Pierre Bergé et Yves Saint Laurent.
En France, au XXIe siècle, quelques personnalités méritent d'être signalées, en particulier pour leur activité de mécénat en faveur de l'art contemporain : Antoine de Galbert, homme d'affaires et créateur de la Maison rouge, fondation promouvant les différentes formes de la création actuelle ; Ariane de Rothschild, qui gère diverses fondations, et a donné son nom au Prix Ariane de Rothschild, récompensant chaque année un artiste contemporain ; Alain-Dominique Perrin, ancien président du directoire de Cartier SA, et fondateur de la Fondation Cartier pour l'art contemporain ; Bernard Arnault, homme d'affaires et PDG de LVMH avec la fondation d'entreprise Louis Vuitton.
Une nouvelle tendance qui semble se renforcer en ce début de XXIe siècle est la création par des fondations de lieux d'expositions, voire la privatisation momentanée de lieux publics. C'est à Paris, l'exposition Bulgari au Grand Palais en 2013 puis l'exposition Cartier en ce même lieu en 2014. Ce sont des expositions nomades, comme celles de la Petite Veste Noire, de Chanel, se déplaçant de Paris et Londres puis vers les grandes villes d'Asie. Et c'est au Palais de Tokyo à Paris, l'exposition des souliers Roger Vivier puis l'exposition consacré au parfum No 5 de Chanel, perçue par certains visiteurs comme une location d'espace.
De plus en plus de services ou d’établissements publics, culturels ou non, ont pour projet de recourir au mécénat dit participatif pour financer des projets d'intérêt général. Ils s’interrogent sur le meilleur moyen de toucher les donateurs potentiels : passage par une plate-forme de financement participatif généraliste ou plus spécialisée, ou encore sollicitation directe des internautes depuis le site Internet, voire du public directement sur les lieux mêmes de l’établissement.

## Économie

### En France
En France, de la monarchie à la République, en passant par l'Empire, l'art a longtemps été avant tout une affaire d'État. Selon Guy de Brébisson, aujourd'hui, la légitimité du mécénat demeure moindre en France qu'aux États-Unis, même si les mentalités ont nettement évolué depuis les années 1980. Il reste majoritairement une pratique des grandes entreprises, mais la participation des PME n'est plus négligeable au niveau local et régional. Les entreprises de province ne représentaient que 12,5 % des entreprises-mécènes en 1985, mais 41 % au début des années 1990.
En 1994, le poids du mécénat d'entreprise en France était évalué à 800 millions de francs, alors que le budget du ministère de la culture, hors grands travaux, s'élevait à 13 milliards et demi de francs (1 % environ du budget de l'État). Les dépenses des collectivités locales représentent près du double.
En 2008 en France, les actions de mécénat des entreprises de plus de 20 salariés étaient évaluées à 2,5 milliards d'euros. Cette somme était répartie entre la culture (40 %), la solidarité (32 %), l'environnement (15 %), la recherche (9 %) et le sport (5 %). La part apportée par les entreprises à la culture (près d'un milliard d'euros) représente donc 44 % des contributions financières du ministère de la Culture en 2008.
La taille de l'entreprise a une influence sur le mécénat, 60 % des grandes entreprises soutiennent des associations, contre seulement 36 % des PME et 20 % des TPE.
Le mécénat environnemental se développe depuis les années 1990, notamment dans le cadre du verdissement des entreprises, avec des risques d'écoblanchiment. Une Mission Mécénat d’Entreprise existe au ministère chargé de l'écologie, qui a publié un guide pratique, juridique et fiscal du mécénat environnemental a été publié par le Commissariat général au développement durable.
En 2010, le ministre français de la Culture de l'époque Frédéric Mitterrand souligne que « la responsabilité de l'État et des pouvoirs publics en général n'est pas seulement de financer la vie culturelle, mais d'encourager les initiatives de la société civile ».

### Poids économique des fondations
Le mécénat d'entreprise passe généralement par la création de fondations, en particulier dans les pays anglo-saxons. Aux États-Unis, il existait en 2006, 62 000 fondations qui investissent chaque année 3,6 milliards de dollars dans la culture. Les deux plus importantes dans ce domaine sont la fondation Ford (environ 80 millions de dollars par an) et la fondation Reynolds (58 millions de dollars par an). En France on en comptait la même année 2 100, contre 14 000 au Danemark, 10 000 en Allemagne, 8 800 au Royaume-Uni ou 3 300 en Italie.
Un rapport de l'Inspection Générale des Finances d'avril 2017 considérait que les actifs détenus par les fondations françaises s'élevait à 22 milliards d'euros tandis que les fondations allemandes en détiendraient 100Mds€ et les fondations britanniques 70Mds€. Le même rapport indique que « plusieurs pays permettent aux fondations d’avoir un objet commercial, si bien qu’elles y sont utilisées comme outil de détention et de protection d’entreprises – 54 % de la capitalisation boursière danoise serait détenue par des fondations. Des groupes d’ampleur mondiale tels que Carlsberg, Rolex ou Lego sont détenus par des fondations ».
Le champ d'action des fondations peut être vaste, de la peinture à la photographie, en passant par les lettres ou l'architecture. La Fondation du patrimoine a ainsi pour but de financer la restauration du patrimoine local qui ne sera jamais classé. Le Fonds mondial pour les monuments, financé par des mécènes américains, a payé la restauration de 450 monuments dans 90 pays, comme le cloître de Saint-Trophime à Arles ou Preah Khan au Cambodge.

## Cadre légal et fiscal

### États-Unis
Les fondations américaines, comme les associations à but non lucratif, sont régies par l'alinéa 501c3 du code des impôts américain. Elles sont par conséquent semi-publiques (car elles visent à l'intérêt général et n'obéissent pas aux règles du marché), et semi-privées (par leur capital, leur fonctionnement et leurs méthodes).

### France
En France, plusieurs lois depuis les années 1990 ont fait évoluer le cadre du mécénat et des fondations, la dernière en date étant la loi du 4 août 2008 de modernisation de l'économie, instaurant une nouvelle structure, le fonds de dotation. La précédente était la loi Aillagon de 2003 qui permet 60 % de déductibilité fiscale des dons effectués pour le mécénat d'entreprise, voire de 90 % dans le cas d'une aide à l'acquisition d'un « trésor national ». De cinq fondations créées en 2003 sous l'égide de la Fondation de France, on est passé à 24 en 2005, 77 en 2006 et 828 fonds et fondations en 2016. Cependant seule une partie a pour champ d'intervention le mécénat artistique et elles restent petites à l'échelle mondiale selon Yves Sabouret, président de la Fondation de France. La Loi TEPA a par ailleurs augmenté la déductibilité de l'ISF des dons à des fondations reconnues d'utilité publique.
Pour les entreprises, le mécénat offre 60 % de réduction d'impôt, plafonné à 0,5 pour cent du chiffre d’affaires, toutefois, si excédent il y a, il pourra être reporté au titre des cinq exercices suivants. Il existe également des règles spécifiques concernant la valorisation des différents types de mécénat (de compétence, en nature, en contreparties), définies par le code général des impôts.
Le mécénat d'entreprise en France, résultats de l'étude ADMICAL - CSA (mai 2016)
- Le taux d'entreprises mécènes en France concerne 14 % des entreprises de plus de 1 salarié, soit environ 170 000 entreprises
- Le budget global du mécénat d'entreprise atteint 3,5 milliards d'euros
- Choisie par 24 % des entreprises, le budget de la culture correspond à 15 % du budget total
- Les entreprises privilégient le sport à 48 %, le social à 26 % et la culture à 24 %
- Les trois domaines les plus soutenus financièrement sont le social à 17 %, la culture à 15 % et l'éducation à 14 %.
- La valeur des dons est principalement répartie entre le mécénat financier (80 %), le mécénat en nature (8 %) et le mécénat de compétence (12 %).

Différentes formes 
1. Mécénat financier (subventions, apports en numéraire…)
2. Mécénat en nature (biens, marchandises, prestations de services…)
3. Mécénat de compétences (mise à disposition gratuite de personnels, prestations de l’entreprise dans son domaine professionnel)
4. Mécénat de partenariats média (un média met à disposition gratuitement ou à tarif réduit un espace publicitaire)
5. Mécénat associé (- ou mécénat croisé – il s’agit d’une action qui agit à la fois sur deux domaines. Par exemple l’art et la solidarité. La fondation Swiss Life est en partenariat avec une association sur la maladie d’Alzheimer une structure de visite guide au Musée Pompidou aux personnes atteintes de cette maladie).

Plates-formes web notables qui proposent de mettre en relation des associations et des entreprises
- L'Agence du Don en Nature est une association d’intérêt général créée en 2009. Elle met en place une plateforme logistique entre les industriels et les associations pour redistribuer les excédents de stocks non alimentaires aux associations caritatives. Depuis 2009, ADN a déjà distribué plus de 13M€ de produits neufs non alimentaires à son réseau de 260 associations.

## Exemples
En 2001, jusqu'en 2004, l'entreprise Total finance les travaux de restauration de la galerie d'Apollon du Louvre, à hauteur de 4,5 millions d’euros, sur un budget total de 5,2 millions d’euros. En août 2008, l'ancien président-directeur du musée, Henri Loyrette, précisait que 57 % des recettes du Louvre provenaient des subventions publiques et 43 % des ressources propres (billets, mécénat et dons privés). Les expositions temporaires du musée du Louvre sont en grande partie financées par des entreprises : en 2004, l'exposition consacrée au maître de l'École de Fontainebleau Le Primatice reçoit le soutien financier de la société Morgan Stanley. D'autre part, le site web du Louvre est soutenu par Accenture et LCL[réf. nécessaire].
À l'occasion de la signature de l'accord Louvre Atlanta, plusieurs mécènes américains donnent des fonds pour rénover les salles des objets d'art du XVIIIe siècle.
Le mécénat de la société japonaise Nippon Television Network a pris en charge le coût des travaux (4,81 millions d’euros) de la salle contenant La Joconde.

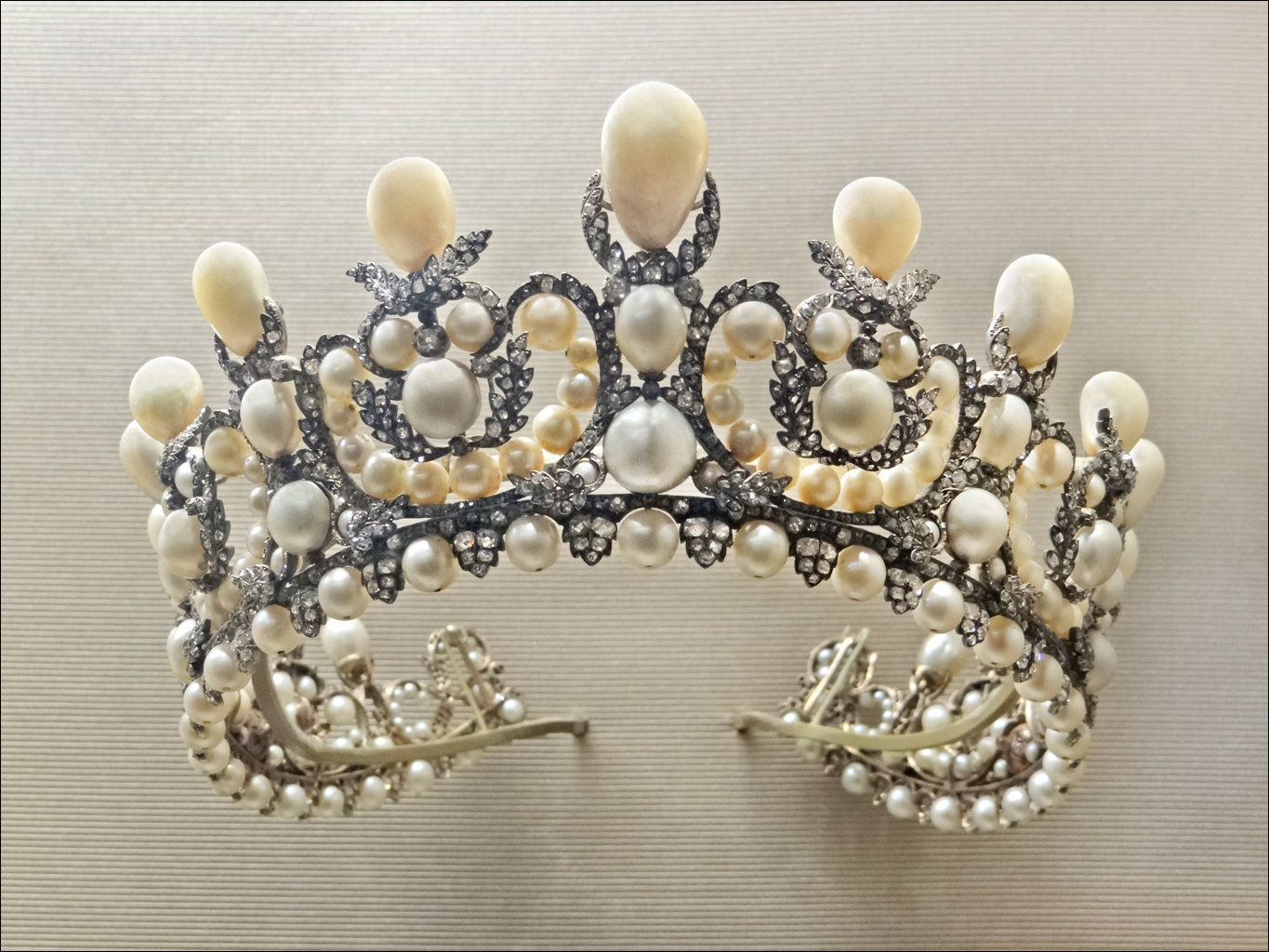
Diadème de l'Impératrice Eugénie de Montijo, par Alexandre-Gabriel Lemonnier (1853).

Avec l'aide de la Société des amis du Louvre, le Musée du Louvre, œuvre depuis plusieurs années, pour tenter de rassembler les Joyaux de la Couronne de France, depuis la vente par l'État, des bijoux de la Couronne, du 12 au 23 mai 1887, et y sont exposés, en particulier :
- Depuis 1992, le diadème de l'impératrice Eugénie de Montijo, (en argent doublé or, 212 perles d'Orient et 1 998 diamants), réalisé en 1853, par Alexandre-Gabriel Lemonnier (de) (joaillier officiel de la Couronne), et qui appartenait auparavant à un ami d'Aimée de Heeren, le prince von Thurn und Taxis, possesseur par héritage d'un très important patrimoine artistique (diadème acheté 78 100 Francs, à la vente de 1887). La Société des Amis du Louvre, a pu l'acheter en vente publique, pour le Louvre[35].
- En 2001, la parure en or et mosaïques romaines, réalisée en 1810, pour l'impératrice Marie-Louise, par le joaillier François-Régnault Nitot, (joaillier de l’Empereur Napoléon Ier), (parure achetée 6 200 Francs, à la vente de 1887). La Société des Amis du Louvre, a pu l'acheter en vente publique, pour le Louvre[36].
- En 2004, un ensemble composé d'un collier et de boucles d'oreilles (collier : 32 émeraudes et 1 138 diamants, montés sur or et argent ; boucles d'oreilles : 6 émeraudes et 108 diamants, montés sur or et argent), provenant d'une parure offerte par l'empereur Napoléon Ier à l'impératrice Marie-Louise, au moment de leur mariage en 1810, et réalisée par les joailliers, Christophe-Frédéric Bapst et Jacques-Evrard Bapst, a pu être racheté, grâce à la participation du Fonds du Patrimoine[37] et de la société des Amis du Louvre, pour un montant de 3,7 millions d'euros[38],[39].
- En 2008, a pu être racheté, le grand nœud de corsage, en diamants, réalisé en 1855, par le joaillier parisien François Kramer (joaillier personnel de l'impératrice)[40]. Le bijou, acheté à la vente de 1887, par le joaillier Émile Schlesinger, était resté dans la Famille Astor, depuis plus de cent ans. Le retour du grand nœud de corsage en France, a été rendu possible par la Société des Amis du Louvre, grâce à une contribution exceptionnelle de 5 millions d’euros provenant des legs des docteurs Michel Rouffet et de son épouse. La vente initiale aux enchères, ayant été annulée par une décision d'un tribunal, la vente a pu se conclure sur la base d'une négociation de gré à gré avec le vendeur (estimation de 6,72 millions d'euros)[41].

En 2006, l'entreprise General Electric s'associe aux Eurockéennes de Belfort pour permettre la rencontre du groupe Dionysos avec les musiciens de l'école nationale de musique de Belfort. Un projet européen de création musicale réunissant le festival des Nuits Botanique à Bruxelles, le Spot festival à Aarhus – Danemark, les Eurockéennes de Belfort et le Festival international de Benicàssim ainsi que le programme culture 2000 avait pour ambition de réunir un groupe de musique actuelle de chaque pays avec un orchestre de musique classique. Les Eurockéennes de Belfort avaient choisi le groupe Dionysos comme représentant français du projet. C’est à ses côtés, et sous la direction de Jean-Jacques Griesser, directeur de l’École nationale de musique et de danse de Belfort, que l’ensemble Synfonietta de l’ENM, constitué de 50 élèves-musiciens, a travaillé à la réorchestration des morceaux du combo valentinois. Pour la première fois dans l’histoire du festival, la grande scène, habituellement dévolue aux headliners, accueillait une création des Eurockéennes, mettant en scène une formation française et de jeunes musiciens classiques belfortains. La création a aussi été présentée au Zénith de Paris la même année. Philippe Pelletier, responsable des ressources humaines pour l'Europe chez GE Energy s'est réjoui de ce projet : « Financer la Synfonietta avec Dionysos nous a permis de cibler des jeunes de la région. Nous y gagnons en visibilité et en dynamisme ».
À Versailles, l'entreprise Vinci finance les travaux de restauration de la galerie des Glaces, la restauration s'est terminée en 2007. L'opération coûte au total 12 millions € (voir Mécénat au domaine de Versailles). Le mécénat international prend aussi toute sa place, deux fondations américaines « The American friends of Versailles » et « The Versailles foundation » permettent la réalisation de projets tels que la restauration du Bosquet des Trois fontaines en 2006 et de financer l'actuelle restauration du pavillon frais dans les jardins du Petit Trianon. The Versailles foundation, fondation plus ancienne permet dans les années 1970, un remeublement important du château et des Trianons. En 2008, cette fondation est à la tête d'un projet de restauration et de protection des statues du parc et en particulier celui du bosquet des Bains-d'Apollon. La société des amis de Versailles œuvre beaucoup également dans la mise en œuvre de ces projets et dans le relationnel entre les différentes fondations et entreprises françaises et internationales.
La marque suisse de montres Breguet finance les travaux de restauration du Petit Trianon entre 2007 et 2008 à hauteur de 5,3 millions d'euros, permettant l'ouverture au public des étages supérieurs du Petit Trianon et l'aménagement d'une salle audiovisuelle pour une visite virtuelle du château.

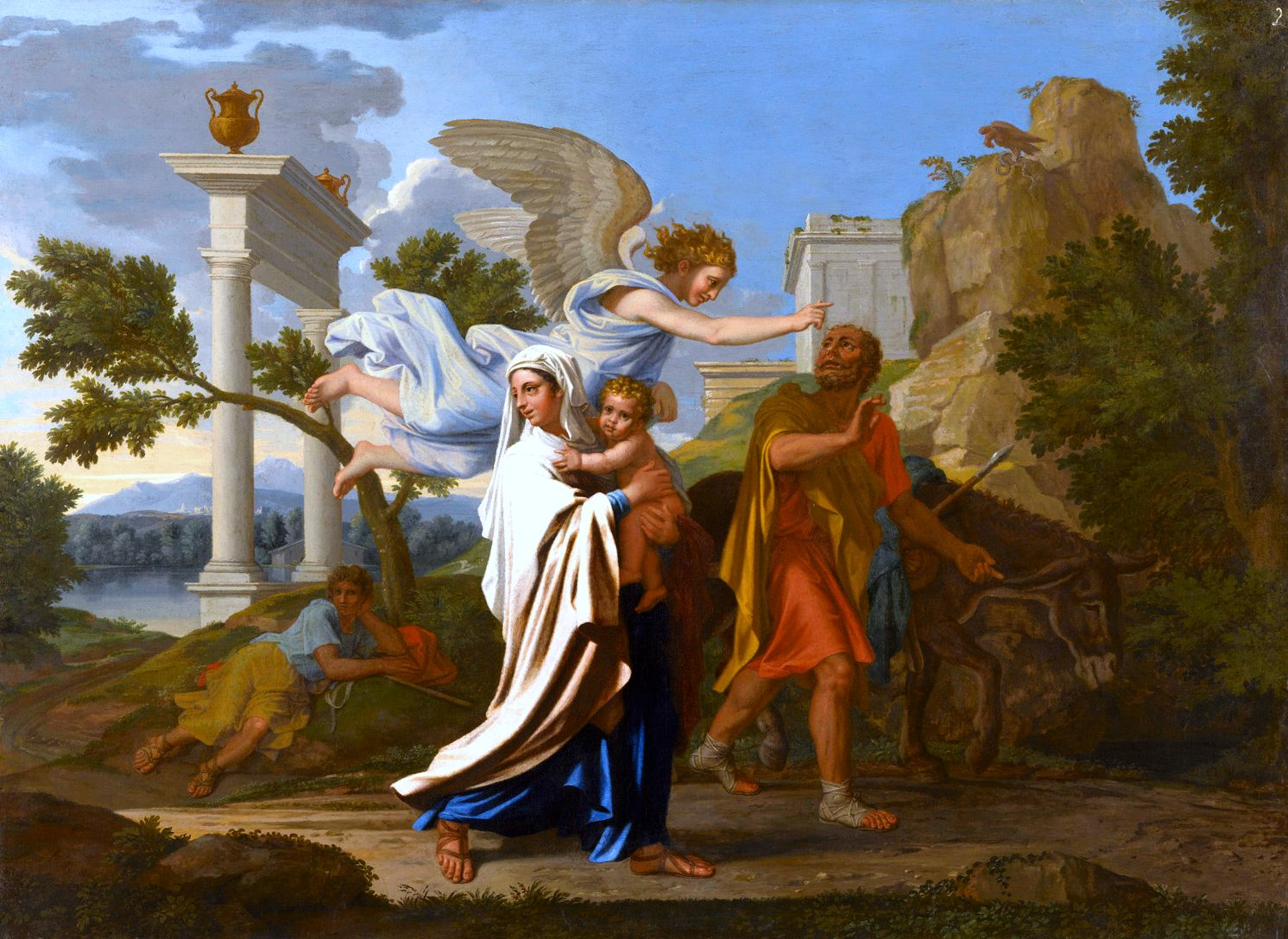
La Fuite en Égypte de Nicolas Poussin. Acquis 17 millions d'euros en 2008 pour le musée des beaux-arts de Lyon grâce à une action de mécénat.

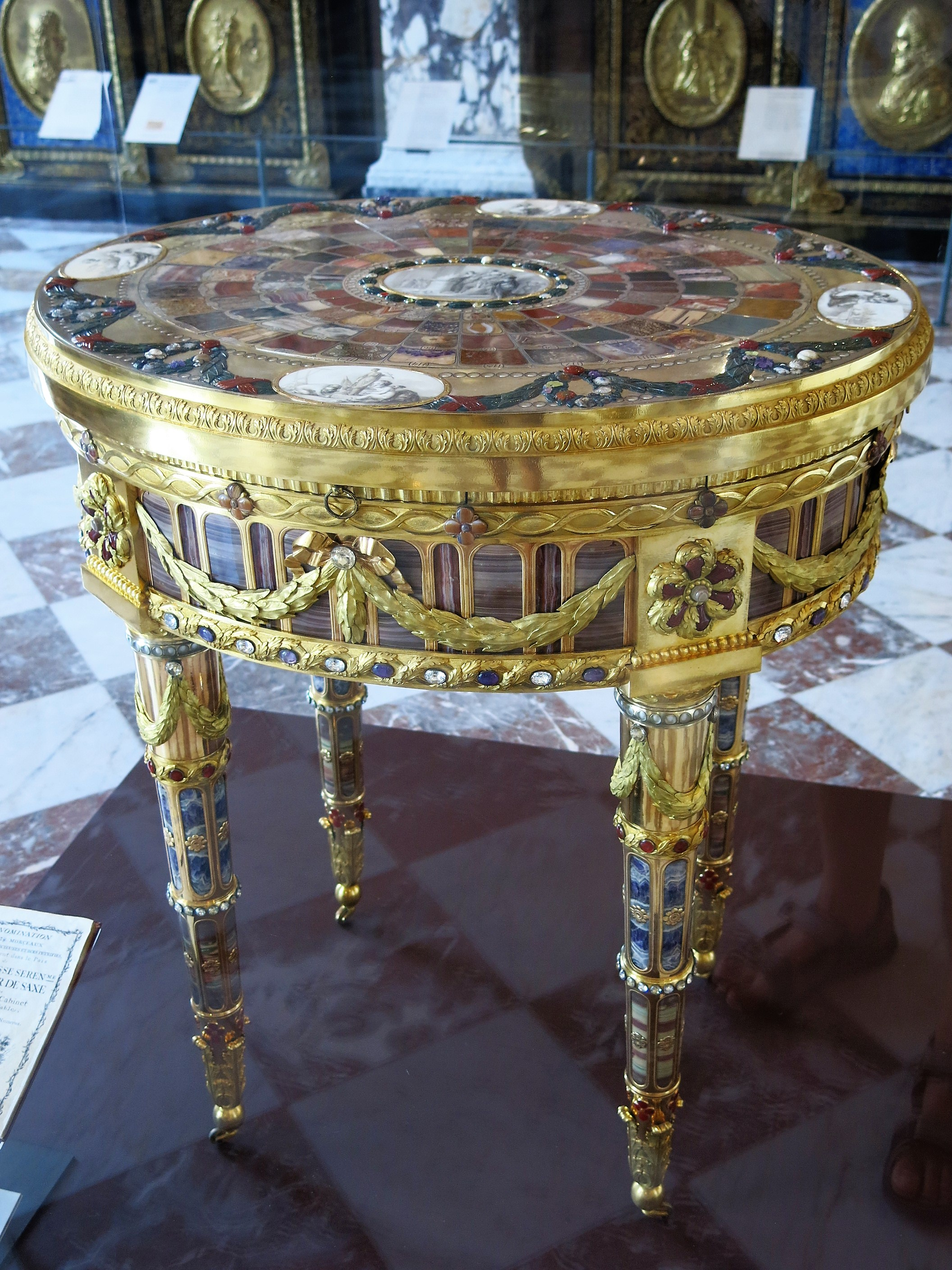
La table de Teschen, (1779), Johann Christian Neuber

La Fuite en Égypte, de Nicolas Poussin, est acheté par le Musée des beaux-arts de Lyon en 2008, grâce à l'aide financière de 18 mécènes, pour un prix de 17 millions d'euros.
En mai 2009, le dais de Charles VII, ou plus exactement un dosseret, a été acquis par le Musée du Louvre pour un montant total de 5,6 millions d'euros et a rejoint le département des objets d'art grâce au mécénat de la Société des amis du Louvre, qui a apporté 2,8 millions d'euros (avec une participation du Fonds du patrimoine et des fonds propres du Louvre). Il s'agit d'un objet majeur pour le Louvre mais aussi pour l’histoire de l’art français, classé trésor national, dont personne ne soupçonnait l’existence avant septembre 2008.
Le 18 février 2010, la Bibliothèque nationale de France acquiert, grâce à un mécénat d'une entreprise financière, le manuscrit original de Histoire de ma vie, de Giacomo Casanova, pour 7 millions d’euros, auprès d'un membre de la famille de l’éditeur allemand Friedrich Arnold Brockhaus.
En janvier 2015, le Musée du Louvre acquiert, grâce à un mécénat exceptionnel d'entreprises, de donateurs particuliers (Opération « Tous Mécènes ! ») et la participation de la Société des amis du Louvre, la table de Teschen (ou table de Breteuil), pour un montant de 12,5 millions d'euros, meuble d’orfèvrerie unique au monde, chef-d’œuvre en 1779 de Johann Christian Neuber, joaillier de la cour de Dresde.
Dans les années 2010, le mécénat individuel reste très à la marge en France par rapport aux pays anglo-saxons. Le Musée d'art moderne de la ville de Paris est le premier musée d’art moderne à accepter de renommer d’une de ses salles d’exposition permanente du nom du père de l’un de ses mécènes, Maurice A. Amon,.
En 2018, le Groupe LVMH finance à 80 % les 10 millions de l'acquisition du Livre d'Heures de François Ier. Le reste est obtenu auprès de donateurs particuliers dans le cadre d'une nouvelle opération Tous mécènes.

## Motivations
Le mécénat n'est généralement pas un don sans contrepartie. Le mécène en attend un bénéfice en termes d'image et de reconnaissance. Mario d’Angelo retient le concept de « retour sur investissement d’image », ROIm, en faisant un parallèle avec le ROI (Return On Investment) qui renvoie à la motivation de l’investisseur financier.
Le mécénat sert à façonner l'image du mécène - souvent une entreprise ou une marque- en soutenant des artistes ou des disciplines ciblées.
Cet aspect contraint l'entreprise à une certaine rigueur, pour ne pas être accusée de confondre mécénat et sponsoring. Cela n'empêche pas le mécénat de toucher également ce qui touche à la création et non uniquement aux artistes reconnus : selon Guy de Brébisson, l'aide à la création est aussi répandue que l'aide à la diffusion d'artistes connus. Il estime cependant que la banque et l'assurance privilégient la deuxième fonction, afin de toucher un large public. Exemple de soutien de la création, la Fondation HSBC pour la photographie, créée en 1995, organise chaque année un concours pour faire connaître deux photographes par la publication d'une monographie sur chacun d'eux avec Actes Sud. Elle construit également une collection de photographies.
La logique fiscale est également importante dans le mécénat, grâce à la déductibilité totale ou partielle des montants engagés pour ces opérations. Par conséquent le mécénat intéresse théoriquement davantage les entreprises les plus riches, car ce sont celles pour lesquelles le mécénat coûte le moins cher. Françoise Benhamou remarque ainsi que lorsque Ronald Reagan réduisit en 1986 le taux de l'imposition des bénéfices des sociétés américaines, les entreprises revirent leurs dons à la baisse[réf. souhaitée].
Les entreprises s’engagent dans le mécénat pour l’une de ces cinq raisons :
- Forger ou renforcer l’identité de l’entreprise, avoir une démarche de communication originale
- Participer à l’attractivité d’un territoire
- Le goût personnel du dirigeant ou l’histoire de l’entreprise
- Sensibiliser les collaborateurs à l’art, développer leur créativité, ou leur offrir un cadre de vie agréable
- La possibilité de rencontrer ses pairs, de tisser ou d’entretenir des liens business

Pour ce faire le type de mécénat les plus utilisés sont :
- Mécénat financier (l’entreprise donne une somme d’argent pour une exposition, un atelier, l’acquisition d’une œuvre d’art ou encore pour une restauration d’objets d’art)
- Mécénat en nature
- Mécénat de compétences

## Mécénat et économie de la culture
La notion restreinte du mécénat se réfère à la volonté des entreprises d'avoir des comportements socialement responsables. Si cette responsabilité sociale ou sociétale s'inscrit aussi dans une logique de communication et d'image ainsi qu'une logique fiscale, il n'en demeure pas moins qu'un mécénat d'entreprise important est un indicateur du bon rapport entre le monde économique et le monde des arts, du patrimoine et de la création.
Cependant, force est de constater que dans la plupart des pays, le mécénat d'entreprise représente une des ressources les plus faibles du secteur culturel. Même aux États-Unis, elle ne dépasse pas 2,5 % de l'ensemble des ressources du secteur culturel[réf. souhaitée]. Plus important que le mécénat d'entreprise, on trouve l'engagement des individus et le mécénat individuel qui se concrétise par les donations, les dons, les legs. Or, les pays où le mécénat d'entreprise et le mécénat individuel sont les plus élevés sont aussi ceux qui ont dans le domaine des arts et du patrimoine une proportion élevée d'organisations en gestion privée non commerciale indépendante des autorités publiques comme l'a vérifié une étude européenne publiée en 2018. Dans la typologie proposée dans cette étude, ce sont plus particulièrement les types Conventionné et Indépendant qui présentent ces caractéristiques, à condition qu'il y ait un contexte favorable dans le pays : reconnaissance de l'utilité publique par des dispositions fiscales et volonté de l'autorité publique de "jouer le jeu" de non-intervention dans les choix de contenus et de programmation. Ces modèles de gestion et le mode de gouvernance qui leur est lié se retrouve aussi bien dans le domaine de la musique ou du théâtre, que des musées ou des monuments historiques.
Dans le rapport ADMICAL et CSA « le mécénat d’entreprise en France » daté de 2012, il ressort également que près de la moitié des entreprises mécènes dans le domaine de la culture font du sponsoring. Ces deux démarches sont complémentaires pour l’entreprise : elle assoit son influence aussi bien via des actes de « charité » et que via des partenariats sur lesquels elle appose son logo.
D’une manière générale, le mécénat de proximité est privilégié avec des impacts locaux dans 83 % des cas pour plus de lisibilité. Les investissements en termes d’exposition et de musées (19 %) viennent se placer en seconde place derrière la musique (39 %).
Par ailleurs les entreprises interviennent plus dans la diffusion, la circulation de la culture que sur la création par exemple. En effet, cela serait un investissement plus lourd et moins visible. De plus, il est plus facilement lié à l’idée de solidarité. Toujours dans l’optique de rentabilité les entreprises ont tendance à s’associer à des expositions dites « blockbusters » telles que Picasso et les maîtres (Grand-Palais en 2008) et celle de Claude Monet (Grand-Palais en 2010). Ces expositions se caractérisent par un accès grand public, des lourds moyens mis en place, un commissaire d’exposition renommé ainsi qu’un thème longtemps inexploité. Ainsi, l’exposition sur Picasso a engrangé 1 million d’euros et il n’y avait pas eu d’exposition manifeste sur Monet depuis près de 60 ans.
Investir dans l'art c'est donc réaliser un placement original dans un actif prestigieux mais aussi un placement judicieux dans un actif qui n'est pas exposé aux risques de volatilité des changements économiques.
Néanmoins, le financement des grands groupes dans les milieux artistiques dans le but de soigner leur image est de plus en plus critiqué et qualifié d'Art Washing (blanchiment d'image par l'art). Le mécène se doit désormais d'être cohérent dans la cause qu'il finance ; et financer une exposition ou un musée ne suffit plus. Les organismes n'hésitent plus à refuser les donations si leur image peut être en parallèle altérée.

## Listes d'institutions et fondations

### Liste d'institutions et fondations françaises
Liste indicative et non limitative d'institutions apportant des aides financières pour la préservation du patrimoine bâti, mobilier, naturel et pour des actions en faveur de la flore, la faune, les paysages, etc. :
- Fondation de France
- Fondation du patrimoine
- Fondation d'entreprise EADS
- Fondation Nicolas-Hulot pour la nature et l'homme
- Fondation Chirac
- Sauvegarde de l'art français
- Fondation d'entreprise Louis Vuitton
- Fondation d'entreprise Hermès
- Fondation d'entreprise Michelin
- Centre français des fondations

### Liste d'institutions et fondations internationales
- Fondation Ford
- Open Society Foundation
- Fondation Gates
- Sandler Foundation